# シーラ・E

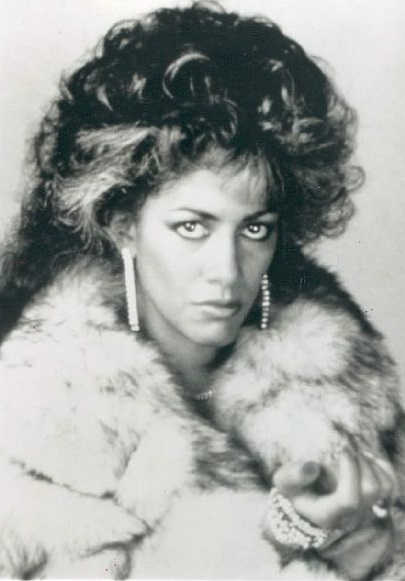
シーラ・E（1985年）

シーラ・E（Sheila E.、本名：Sheila Escovedo、1957年12月12日 - ）は、アメリカ合衆国の歌手、ドラマー、パーカッション奏者。ソロ活動の他にプリンスのライブやツアーに参加した。

## 来歴
1957年12月12日、カリフォルニア州オークランド生まれ。父はラテン・パーカッション奏者のピート・エスコヴェード。プリンス・ファミリーの一員と見做され、プリンスとは短期間のロマンチックな関係もあった。しかしプリンスがウェンデイの双子の姉妹と交際したことやギャラの問題もあり、独立してアルバムを出したのが好評を博した。1984年に「グラマラス・ライフ」が大ヒット。その後、1986年「ラブ・ビザール」もヒットした。プリンスとは、「ラブセクシー・ツアー」の際に一時ツアーに協力した。1982年に高中正義のライブにパーカッションとして参加している。
小室哲哉と親交があり、TM NETWORKのシングル「Happiness×3 Loneliness×3」をカバーして同曲のコンピレーション盤にも参加。

## ディスコグラフィ

### スタジオ・アルバム
- 『グラマラス・ライフ』 - The Glamorous Life (1984年)
- 『ロマンス1600』 - Romance 1600 (1985年)
- 『SHEILA E.』 - Sheila E. (1987年)
- 『セックス・シンバル』 - Sex Cymbal (1991年)
- 『ライツ・オブ・パッセージ』 - Writes of Passage (2000年)
- 『ヘヴン』 - Heaven (2001年)
- Icon (2013年)
- Iconic: Message 4 America (2017年)

### シングル
- 「グラマラス・ライフ」 - "The Glamorous Life" (1984年)
- 「ベル・オブ・セント・マーク」 - "The Belle of St. Mark" (1984年)
- "Oliver's House" (1984年)
- 「シスター・フェイト」 - "Sister Fate" (1985年)
- 「ラヴ・ビザール」 - "A Love Bizarre" (1985年)
- 「ホリー・ロック」 - "Holly Rock" (1986年)
- 「ラヴ・オン・ブルー・トレイン」 - "Love On a Blue Train" (1986年)※日本限定発売
- 「ホールド・ミー」 - "Hold Me" (1987年)
- 「クー・クー」 - "Koo Koo" (1987年)
- 「セックス・シンバル」 - "Sex Cymbal" (1991年)
- "Droppin' Like Flies" (1991年)
- "Cry Baby" (1992年)
- "Glorious Train" (2009年)